# Мирноградська міська територіальна громада
Мирноградська міська територіальна громада — територіальна громада в Україні, у Покровському районі Донецької області з адміністративним центром у місті Мирноград.

## Загальна інформація
Площа території — 66,7 км², населення громади — 48 894 особи (2020 р.).

## Населені пункти
До складу громади увійшли м. Мирноград, села Красний Лиман, Рівне, Світле та Сухецьке.

## Історія
Створена у 2020 році, відповідно до розпорядження Кабінету Міністрів України № 721-р від 12 червня 2020 року «Про визначення адміністративних центрів та затвердження територій територіальних громад Донецької області», шляхом об'єднання територій та населених пунктів Мирноградської міської ради та Рівненської сільської ради Покровського району Донецької області.